# Hrošči
Hrošči (znanstveno ime Coleoptera, grško koleos - pokrovka + pteron - krilo) so red v razredu žuželk (Insecta). So daleč najštevilčnejši živalski red - trenutno je opisanih okoli 350.000 vrst hroščev, kar je približno 40 odstotkov opisanih vrst žuželk in četrtina vseh opisanih vrst živali. Tekom evolucije so se izkazali kot izredno uspešna skupina, ki je naselila skoraj vsa življenjska okolja. Odrasle živali pogosto poseljujejo drugačna okolja kot njihove ličinke. S hrošči se ukvarja koleopterologija, posebna veja entomologije.

## Telesne značilnosti
Hrošči so žuželke raznolikih telesnih velikosti in oblik; med njimi so z okoli 0,5 mm dolžine ene od najmanjših vrst žuželk in s 100 g teže ene od najmasivnejših. Njihova značilnost je zelo trden zunanji skelet in sprednji par kril, ki je spremenjen v trde pokrovke (elitre). Le-te so zaščita drugemu, mehkemu paru kril, ki jih hrošč zloži pod pokrovke, kot tudi večini zadka.
Glava hroščev je močno hitinizirana kapsula, katere oblika je pri večini vrst enaka. Na njej so največkrat enajstčlenske tipalnice raznolikih oblik, sestavljene oči in obustni aparat v obliki enostavno zgrajenega grizala. Parne mandibule so lahko zelo velike in imajo zobčaste izrastke, ki jim včasih pravijo kar zobje. Prvi člen oprsja je zelo gibljiv, na vrhu ima močan vratni ščit (pronotum). Drugi člen oprsja je za razliko od ostalih krilatih žuželk majhen, saj pokrovke, ki izraščajo iz njega, ne sodelujejo pri letenju. Zlit je z zadnjim členom, ki je pri vseh hroščih razmeroma velik. Pokrovke so močno spremenjen, otrdel prvi par kril, po katerih so hrošči dobili znanstveno ime. Zadnji par kril je membranast, ob mirovanju ga hrošči zložijo pod pokrovke. Pri nekaterih skupinah neletečih hroščev zadnji par kril manjka, pokrovke pa so zlite in tvorijo nepremičen zaščitni pokrov nad oprsjem in zadkom. Vsi členi oprsja nosijo noge, oblika katerih je odvisna od življenjskega okolja hrošča, prilagojena za hojo, plavanje, kopanje, skakanje itd. V osnovi ima stopalce (tarsus) 5 členov, lahko pa se njihovo število z redukcijo zmanjša. Zadek je brez posebnosti, le samice mnogih vrst imajo na koncu leglico (ovipozitor) iz zlitih zadnjih členov zadka za odlaganje jajčec.
Imajo popolno preobrazbo, ki poteka od jajčeca do odrasle živali - ličinka spominja na črva in ni podobna odrasli živali, pred preobrazbo se zabubi. V splošnem so njihova jajčeca nevpadljive barve in oblike. Ličinka ima dobro razvito glavo, z grizalom podobnim odrasli živali. Večina ima nožice na oprsju, razen pri vrstah, kjer so ličinke praktično obdane s hrano (na primer znotraj semen), ki so brez nog. Buba ohrani gibljive okončine, a je med preobrazbo nepremična.
Po telesni zgradbi na prvi pogled spominjajo na stenice, a imajo le-te otrdel samo začetni del sprednjih kril in obustne okončine preoblikovane v dolgo sesalo, tako da je skupini ob natančnejšem pregledu nemogoče zamenjati. Nekateri hrošči s kratkimi pokrovkami so podobni strigalicam, vendar nikoli nimajo klešč na koncu zadka.

## Življenje
Število jajčec, ki jih odloži samica, je odvisno od vrste, sega pa od ducata do nekaj tisoč. Nekateri hrošči jih pazljivo odlagajo na mesto, kjer bo ličinka našla hrano, drugi pa jih samo raztresejo po podlagi. Odrasli razen izjem ne skrbijo za potomstvo. Ličinke se pogosto prehranjujejo z drugačno hrano kot odrasle živali, živijo na tleh ali vrtajo po lesu ali zelenih delih rastlin, razen ličink vodnih hroščev, ki so prav tako vodne. Število levitev se med skupinami hroščev močno razlikuje. Zabubijo se na tleh, znotraj rastline po kateri vrtajo ali viseč z lista.
Večina hroščev v območjih z zmernim podnebjem zaključi življenjski krog v enem letu.

## Ekologija
Uspeh hroščev lahko v veliki meri pripišemo zelo trdemu zunanjemu skeletu, kar jim omogoča preživetje v bolj suhih predelih kot večina drugih žuželk. Po drugi strani pa jim pokrovke omogočajo, da so naselili tudi podvodne habitate vključno z morjem, saj prostor pod njimi deluje kot rezervoar zraka pri vodnih hroščih. Pokrovke služijo tudi kot zaščita kril, zato tudi vrste, ki živijo pod zemljo, ohranijo sposobnost hitrega razširjanja. Kot red so na račun enostavnih, a zelo prilagodljivih čeljusti raznoliki tudi kar se tiče prehranjevanja, jedo vse od mrhovine, iztrebkov (govnač), lesa (lubadarji), mehkih rastlinskih tkiv (koloradski hrošč) in nektarja, do drugih mnogočlenarjev (polonice, brzci).

### Pomen za človeka
Hrošče večinoma obravnavamo kot škodljivce, predvsem tiste, ki se prehranjujejo s kulturnimi rastlinami in njihovimi semeni ali plodovi. Mnoge vrste tako povzročajo veliko ekonomske škode, kot na primer koloradski hrošč, ki napada krompir in smrekov lubadar, ki uničuje smrekovino. Večinoma imamo za škodljivce ličinke, vendar lahko tudi odrasli povzročajo škodo. Po drugi strani pa so med hrošči za človeka tudi nekatere zelo koristne vrste, na primer polonice, ki regulirajo populacijo listnih uši ter opraševalci kulturnih raslin.

## Sistematika in evolucija
Glej tudi Seznam skupin hroščev
Hrošči so ena izmed zgodnejših skupin med žuželkami z notranjim razvojem kril (Endopterygota). Združuje jih spremenjenost sprednjega para kril v pokrovke, po molekularnih in genetskih raziskavah sodeč pa so najbolj sorodni skupini Neuropteroidea (pravi mrežekrilci, velekrilci in kamelovratnice). Tako filogenetsko kot po načinu življenja jih jasno ločimo na štiri podredove: 
- Archostemata - majhna skupina s štirimi družinami, verjetno sestrska preostalim hroščem
- Adephaga (mesojedi hrošči) - druga po številu vrst; ličinke imajo obustni aparat prilagojen sesanju tekočin
- Myxophaga - majhna skupina vodnih hroščev
- Polyphaga (vsejedi hrošči) - sem uvrščamo več kot 90 % vrst hroščev, med njimi zelo številčno naddružino Cucujiformia, katere predstavniki se prehranjujejo z rastlinsko hrano

Natančnejša razvrstitev se z novimi odkritji spreminja, trenutno pa v štiri podredove uvrščamo okoli 500 družin in poddružin.

### Hrošči v Sloveniji
Ocenjujejo, da od približno 8000 evropskih vrst v Sloveniji živi kar 6000 vrst hroščev iz podredov mesojedih in vsejedih hroščev. Prvo delo, ki sistematično obravnava hrošče na slovenskem, je napisal že Scopoli (Entomologia Carniolica, 1763). Slovenska koleopterologija pa je doživela razcvet z opison drobnovratnika, prvega jamskega hrošča na svetu, ki ga je leta 1831 v Postojnski jami našel Luka Čeč. Poleg drobnovratnika je na podlagi primerkov, najdenih v slovenskih jamah, opisanih še več slepih hroščev. Med najprepoznavnejšimi hrošči sta gotovo alpski kozliček (Rosalia alpina), ena od prvih zavarovanih vrst v Sloveniji in hkrati med največjimi slovenskimi hrošči, ter rogač (Lucanus cervus), največji evropski hrošč.

## Kulturne reference
Več vrst govnačev, med katerimi je najbolj znana vrsta Scarabaeus sacer (poznana tudi kot sveti skarabej), so imeli stari Egipčani za svete živali, povezane z božanstvom sonca Khepri. Govnač nastopa tudi v eni od Ezopovih bajk, ki jo je v svojih igrah večkrat uporabil Aristofan. V vseh primerih simbolizira vztrajnost in moč.
Nekatera plemena v tropih uporabljajo pisane elitre hroščev pri ceremonijah kot okrasje.
V noveli Preobrazba Franza Kafke označi gospodinja preobraženega Gregorja Samso za starega govnača (alten Mistkäfer).